# Vallées en Champagne
Vallées en Champagne is een gemeente in het Franse departement Aisne in de regio Hauts-de-France, die deel uitmaakt van het arrondissement Château-Thierry. De gemeente is op 1 januari 2016 ontstaan door de fusie van de gemeenten Baulne-en-Brie, La Chapelle-Monthodon en Saint-Agnan. Zij had in 2017 : 570 inwoners ( 14/km²)
1. ↑  Populations de référence 2022.